# ネコ・パブリッシング
ネコ・パブリッシング（NEKO PUBLISHING）は、自動車や鉄道をはじめとする趣味関連の雑誌・書籍を出版発行しているカルチュア・エンタテインメントのブランドおよび社内カンパニー。2021年2月1日までは出版社の株式会社ネコ・パブリッシングであった。

## 沿革
- 1976年（昭和51年）：東京都世田谷区用賀に笹本健次[注釈 1]により「企画室ネコ」として創業。
- 1992年（平成4年）：東京都世田谷区弦巻への移転を機に、現社名へ社名変更。
- 1999年（平成11年）：本社を東京都目黒区碑文谷へ移転。

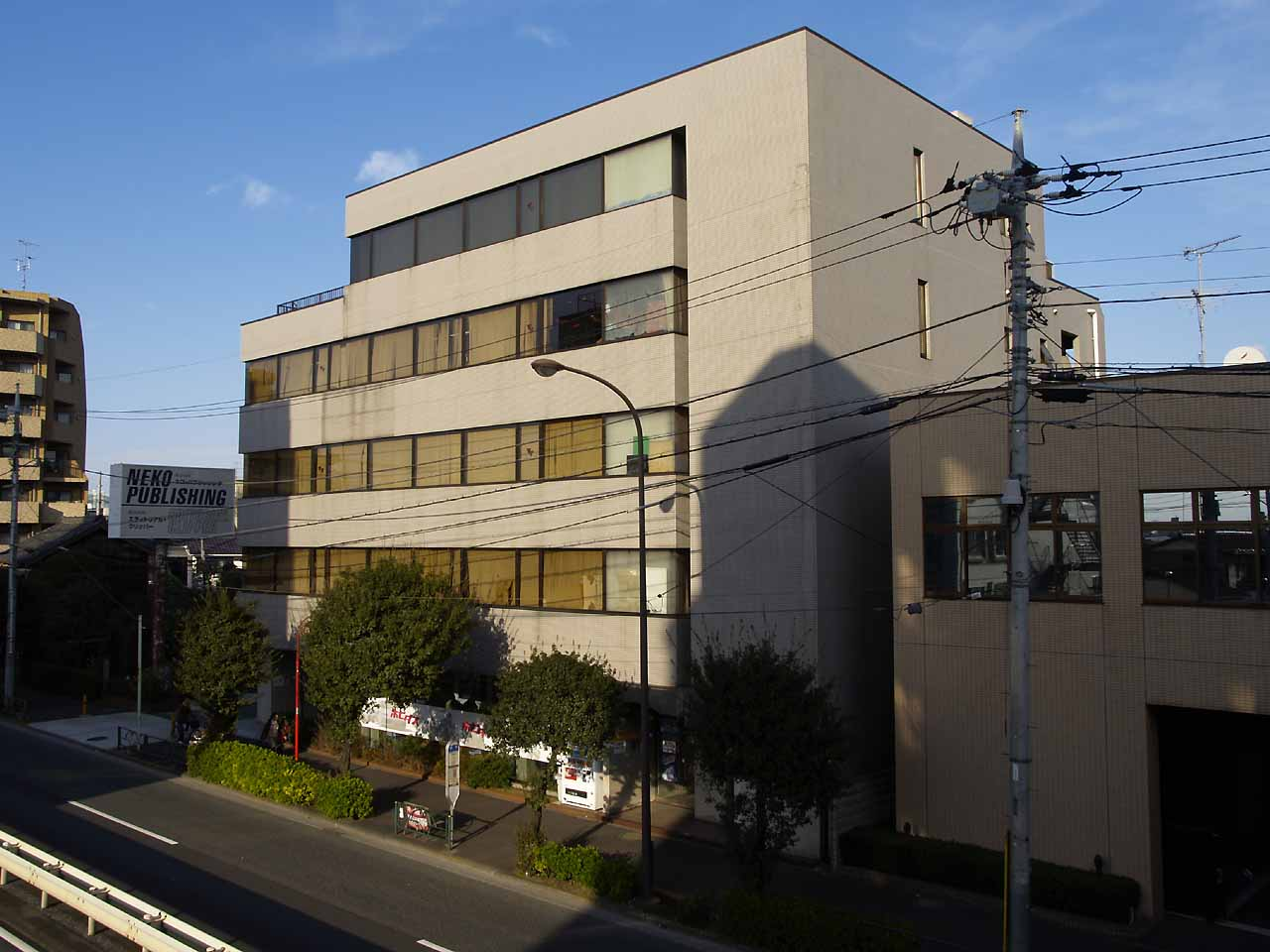
4代目社屋（目黒区碑文谷）
環七通り沿い、東急バス「平町」停留所前。
2022年現在、建物はトランクルーム「キュラーズ目黒・都立大学店」。

- 2010年（平成22年）11月：カルチュア・コンビニエンス・クラブ傘下となり、カルチュア・コンビニエンス・クラブ取締役、TSUTAYA代表取締役（当時）の中西一雄が代表取締役社長に就任[6]。
- 2011年（平成23年）5月：本社を東京都目黒区下目黒へ移転。
- 2015年（平成27年）4月：徳間書店と共同出資で、出版営業専門会社として「株式会社C-パブリッシングサービス」を設立[7]。
- 2018年（平成30年）：本社を東京都品川区上大崎（目黒駅前）の目黒セントラルスクエアへ移転[8]。
- 2020年（令和2年）
  - 3月31日：株式会社カトラスを吸収合併。
  - 12月28日、親会社のカルチュア・エンタテインメント株式会社への吸収合併の予定を公告する[9]。
- 2021年（令和3年）2月1日：カルチュア・エンタテインメント株式会社へ吸収合併。刊行物の書名などに変更はない[4]。

## 雑誌

### 自動車雑誌
- カー・マガジン（旧称：スクランブル・カー・マガジン）[10] （偶数月26日発売）
- Tipo（ティーポ）[11]（奇数月6日発売）
- Garage Life（ガレージライフ）[12]（3月、6月、9月、12月の1日発売）

### 鉄道雑誌
- RM MODELS[13]（毎月21日発売）
- 国鉄時代[14]（3月、6月、9月、12月の21日発売）
- 鉄おも![15]（毎月1日発売）

### 模型雑誌
- モデル・カーズ[16]（毎月26日発売）

### ライフスタイル雑誌
- Daytona（デイトナ）[17] （偶数月6日発売）
- Blue.（ブルー）[18]（奇数月10日発売）
- up PLUS（アッププラス）[19]（発行：アップマガジン）

### ムック
- SCUDERIA（スクーデリア）- 2016年5月号まで増刊雑誌
- ねこ[20] - 2022年2月号まで雑誌
- HONEY（ハニー）[21]- 2021年発売の32号まで雑誌
- バスグラフィック
- 所ジョージの世田谷ベース
- LET' S PLAY VWs
- ガレージのある家
- 北欧テイストの部屋づくり
- 大人の愛されヘアカタログ
- コーラルフリークス  - 海水魚情報誌
- 輸入住宅スタイルブック

### 過去に発行していた雑誌
- バスホビーガイド - バスグラフィックの前身誌、同誌へ統合
- Clubman（クラブマン）- オートバイ雑誌
- デイトナブロス
- FAMOSO（ファモーソ） - ビートたけし、所ジョージ関連の雑誌（ムック）
- J's Tipo（ジェイズ ティーポ）[22]
- オートカー・ジャパン[23]
- ル・ボラン[24]（毎月26日）2024年4月1日付けで株式会社芸文社に譲渡
- Quanto（くあんと）[25]
- 500 magazine (チンクエチェント・マガジン)[26]
- Rosso（ロッソ）[27][28]
- Daytona BROS（デイトナ・ブロス）[29][30]
- MOTO MAINTENANCE （モト・メンテナンス）- ネコ・ブロスモーターサイクル（後のバイクブロスマガジンズ）に出版元を移管。
- ホットバイク・ジャパン - 同上
- BMW bikes - ネコ・ブロスモーターサイクル（後のバイクブロスマガジンズ）に出版元を移管、その後日栄出版に移管。
- KINFOLK JAPAN EDITION（キンフォークジャパンエディション）- エン・プランニングに出版元を移管。
- ROLLER magazine（ローラー・マガジン）同上
- RIPPER MAGAZINE（リッパーマガジン）同上
- VINTAGE LIFE（ムック）
- SLIDER（スライダー）（ムック）
- 2ストロークマガジン（ムック） - オートバイ雑誌
- ステレオ時代（ムック） - 後のステレオ時代neo。22号よりエン・プランニング有限会社に出版元を、三栄（旧・三栄書房）に販売元をそれぞれ移管。
- Rail Magazine[31] - 2022年3月号をもって休刊
- Honda Style（ホンダスタイル）[32]
- Rolling Stone Japan（発行：CCCミュージックラボ[33]）- CCCメディアハウスに出版元を移管。

## 主な発行書籍
- RM LIBRARY
- 私鉄の車両シリーズ - 1985年から1987年に保育社から発行されたシリーズで全24巻。同社の倒産後に版権を引き取り復刊した。装丁や一部の正誤表追加を除き、保育社版と同内容。
- ナカミチ・コンプリートブック 頂点を極めた伝説のカセットデッキ・ブランド - 2020年1月30日発行。

## Webマガジン
- 鉄道ホビダス
- CARSMEET WEB